# Хажевиці
Хажевиці (пол. Charzewice) — село в Польщі, у гміні Заклічин Тарновського повіту Малопольського воєводства.
Населення — 399 осіб (2011).
У 1975-1998 роках село належало до Тарновського воєводства.

## Демографія
Демографічна структура станом на 31 березня 2011 року:
|          | Загалом | Допрацездатний вік | Працездатний вік | Постпрацездатний вік |
| -------- | ------- | ------------------ | ---------------- | -------------------- |
| Чоловіки | 207     | 56                 | 135              | 16                   |
| Жінки    | 192     | 40                 | 117              | 35                   |
| Разом    | 399     | 96                 | 252              | 51                   |